# 海东西站
海东西站，位于中华人民共和国青海省海东市平安区，是兰新客运专线上的高铁站，于2014年12月26日开通启用，由中国铁路青藏集团管辖。因張家莊隧道長期處於地質不穩定狀態，蘭州至西寧之間的高鐵需繞經蘭青鐵路，此站历经多次停運。自2021年6月1日起，该站再次暂停运营，直至2023年7月1日才重開。

## 歷史
- 2014年12月26日：开通启用。
- 2018年12月25日：因兰新客运专线张家庄隧道山体变形，该站暫時關閉[3]。
- 2020年10月11日：因兰新客运专线蘭州西至西寧段恢復通車，该站重新投入服務。
- 2021年6月1日：兰新客专西宁至兰州段因地质灾害停运，该站再次关闭[2]。直至2023年7月1日隨著兰新客运专线蘭州西至西寧段恢復通車並提速，本站恢復辦理客運業務。

## 車站周邊
- 平安高铁新区学校
- 海东清真北寺
- 西河滩生态园
- 京藏高速公路
- 湟水

## 外部連結
- 中国铁路客户服务中心 （页面存档备份，存于）